# Eschlikon
Eschlikon ist eine politische Gemeinde und eine Ortschaft im Bezirk Münchwilen des Schweizer Kantons Thurgau, etwa sechs Kilometer westlich von Wil SG. Die politische Gemeinde Eschlikon entstand am 1. Januar 1997 aus den Ortsgemeinden Eschlikon und Wallenwil und aus Hurnen.

## Geschichte

Eschlikon im Jahr 1927

Eschlikon wird erstmals 1280 genannt. Der Name leitet sich von einem Mann namens Askilo ab, dessen Nachkommen man die Askilinge nannte. Diese bauten in der Region des heutigen Eschlikon ihre ersten Höfe, die Askilinghöfe. Ältere Namenformen der Ortschaft sind Askilinghofen, Aschilinghofen, Äschlingkofen, Äschlingkon, Äschlikon.
Im Mittelalter gehörte Eschlikon, abgesehen von den Gütern einiger freier Bauern, zum Kloster Magdenau und zum Heiliggeistspital St. Gallen. Eschlikon lag in den sogenannten hohen Gerichten am Tuttwilerberg und unterstand vom Spätmittelalter bis 1798 dem eidgenössischen Landvogt im Thurgau bzw. dem von ihm eingesetzten Vogt zu Hofen, der sowohl das Hoch- als auch das Niedergericht innehatte. Lediglich Hurnen gehörte zur Herrschaft Tannegg. Kirchlich gehörte Eschlikon ursprünglich zu Sirnach. Das seit 1529 mehrheitlich reformierte Eschlikon trennte sich jedoch 1936 von Sirnach ab und bildet seither mit Münchwilen, Oberhofen, St. Margarethen und Wallenwil zusammen die reformierte Kirchgemeinde Münchwilen-Eschlikon; die katholische Bevölkerung gehört zur Pfarrei Sirnach.
Neben Acker- und Rebbau sowie Torfgewinnung kam in der zweiten Hälfte des 19. Jahrhunderts die Viehwirtschaft auf. Vom 18. bis ins 20. Jahrhundert prägten die verschiedenen Zweige der Textilindustrie die Dorfwirtschaft: Nach der Leinenweberei kam im 19. Jahrhundert die Baumwollweberei auf, von 1870 bis 1930 waren Stickereien und die Strickwarenproduktion von Bedeutung. 1898 bis 1962 bestand die Ziegelei Weibel. 1875 eröffnete die Bürgergemeinde Eschlikon eine Leih-, Viehleih- und Sparkasse, deren Konkurs 1912 die Gemeinde schwer schädigte. Von 1864 bis 1973 war Eschlikon Erscheinungsort der Regionalzeitung «Volksblatt vom Hörnli». Seit der Mitte des 20. Jahrhunderts siedelten sich im bis dahin kleinbäuerlich geprägten Dorf neue Industrie- und Gewerbebetriebe wie die Metallwarenfabrik Spring mit rund 200 Mitarbeitern an und leiteten einen Strukturwandel ein.
Eschlikon war eine Ortsgemeinde und gehörte zur Munizipalgemeinde Sirnach. 1997 entstand aus den Ortsgemeinden Eschlikon und Wallenwil sowie den Weilern Hurnen und Than, die zur Ortsgemeinde Horben gehörten, die politische Gemeinde Eschlikon.

## Wappen

### Ortsgemeinde
Blasonierung: In Rot ein hängender gelber Lindenzweig mit Blättern (2) und Blüten (2).
Eschlikon gehörte vor 1798 zum sogenannten Hohen Gericht Tuttwilerberg, das dem Landvogt unterstand. In Eschlikon tagte im Mittelalter unter einer Linde oft das thurgauische Landgericht, was der Lindenzweig symbolisiert. Die Farben Rot und Gelb gehen auf die Farben der Landgrafschaft Thurgau zurück.

### Politische Gemeinde
Nachdem sich die Ortsgemeinden Eschlikon und Wallenwil zur politischen Gemeinde Eschlikon vereinigt hatten, verwendete die neue Gemeinde ein Logo und liess die Wappenfrage ungeklärt.

## Bevölkerung
| Die zur Anzeige dieser Grafik verwendete Erweiterung wurde dauerhaft deaktiviert. Wir arbeiten aktuell daran, diese und weitere betroffene Grafiken auf ein neues Format umzustellen. (Mehr dazu) |

|                     | 1850  | 1900  | 1950  | 1990  | 2000  | 2010  | 2018  | 2023  |
| Politische Gemeinde |       |       |       |       | 3133  | 3844  | 4357  | 4864  |
| Ortsgemeinde        | 422   | 640   | 1026  | 1814  |       |       |       |       |
| Quelle              | [ 7 ] | [ 7 ] | [ 7 ] | [ 7 ] | [ 7 ] | [ 9 ] | [ 9 ] | [ 9 ] |

Von den insgesamt 4864 Einwohnern der Gemeinde Eschlikon am 31. Dezember 2023 waren 723 bzw. 14,9 % ausländische Staatsbürger. 1407 (28,9 %) waren evangelisch-reformiert und 1468 (30,2 %) römisch-katholisch. Die Ortschaft Eschlikon zählte zu diesem Zeitpunkt 3476 Einwohner.

## Wirtschaft und Verkehr
Im Jahr 2016 bot Eschlikon 1367 Personen Arbeit (umgerechnet auf Vollzeitstellen). Davon waren 1,8 % in der Land- und Forstwirtschaft, 50,3 % in Industrie, Gewerbe und Bau sowie 47,9 % im Dienstleistungssektor tätig.

### Ziegelei und Torfabbau
Über lange Zeit wurde von zahlreichen Bauern aus der Umgebung, in einer Senke südlich des Dorfes, abgelagerter Lehm abgebaut und in Handziegeleien zu Lehmziegeln gebrannt. Später baute Johann Weibel eine Mechanische Ziegelei, welche von etwa 1898 bis in die 1960er-Jahre einer der bedeutendsten Industriebetriebe Eschlikons blieb.
Ein zweiter, nicht unbedeutender Gewerbezweig war das Torfstechen. Im sog. Riet, einem heute verschwundenen Torfmoor, wurde mit jedem einsetzenden Frühling durch die Dorfbevölkerung Torf gestochen, welcher zum privaten und industriellen Heizen verwendet werden konnte.
Gegen Ende des Ersten Weltkrieges kam es zur Gründung der Schweizer Torfgenossenschaft (STG), welche den Torfabbau mit maschineller Hilfe industrialisierte. Aufgrund erschöpfter Kapazität wurde der Torfabbau am 15. August 1946 endgültig eingestellt.
Heute sind über 200 Industrie- und Gewerbebetriebe auf dem Gebiet der Gemeinde ansässig. Die Gemeinde fördert den Zuwachs.

### Verkehr
Eschlikon liegt an der Bahnlinie Zürich – St. Gallen. Nachdem der Ort früher mit der S 35  halbstündlich zu erreichen war, verkehrt sie seit 2019 abwechselnd mit der S 12 Brugg – Altstetten – Zürich HB – Stettbach – Winterthur – Schaffhausen/Wil  im Stundentakt. Im Nachtnetz am Wochenende verkehrt die SN21 Winterthur – Wil – St. Gallen . 2019 wurde die erste grossflächige Tempo-30-Zone für den Strassenverkehr eingerichtet.
Eschlikon ist seit April 2021 die erste Schweizer Gemeinde, die allen Einwohnern, die einen Fahrausweis besitzen, eine kostenlose mobility-Mitgliedschaft anbietet.

## Bildung und Kultur
Auf dem Gemeindegebiet befindet sich das Einzugsgebiet der Volksschulgemeinde Eschlikon (öffentlich-rechtliche Körperschaft) im Hinterthurgau (Südthurgau).
Seit 30 Jahren (Gründung der Volksschulgemeinde Eschlikon 1982) ist die Schule in der Gemeinde Eschlikon vom Kindergarten bis zum 9. Schuljahr in einer öffentlich-rechtlichen Körperschaft organisiert.
Die Volksschulgemeinde Eschlikon besteht aus drei Einheiten:
- Primarschule am Kwant (Eschlikon)
- Primarschule am Stutz (Wallenwil)
- Sekundarschule Bächelacker (Eschlikon)

In den Primarschulen werden von Kindergarten bis 6. Klasse Doppelklassen in je zwei Klassenzügen geführt. Am Standort der Primarschule am Kwant ist ein dritter Klassenzug im Aufbau.
Die  Sekundarschule Bächelacker besteht aus je zwei Klassen pro Jahrgangsstufe. Ebenfalls finden sich eine Bibliothek sowie diverse Sportvereine, wie beispielsweise der örtliche Fussballverein FC Eschlikon.

## Sehenswürdigkeiten
Die katholische Kirche Bruder Klaus von 1963 besitzt zwei Betonglasfenster von Yoki Emile Aebischer (1964).
Als touristische Attraktion verfügt Eschlikon über einen Schlangenzoo.

## Persönlichkeiten
Söhne und Töchter der Gemeinde:
- Ferdinand Büchler (1853–1935), Kantons- und Regierungsrat
- Markus Werner (1944–2016), Schriftsteller
- Töbi Tobler (* 1953), Musiker
- Daniel Hubmann (* 1983), Orientierungsläufer

## Bilder

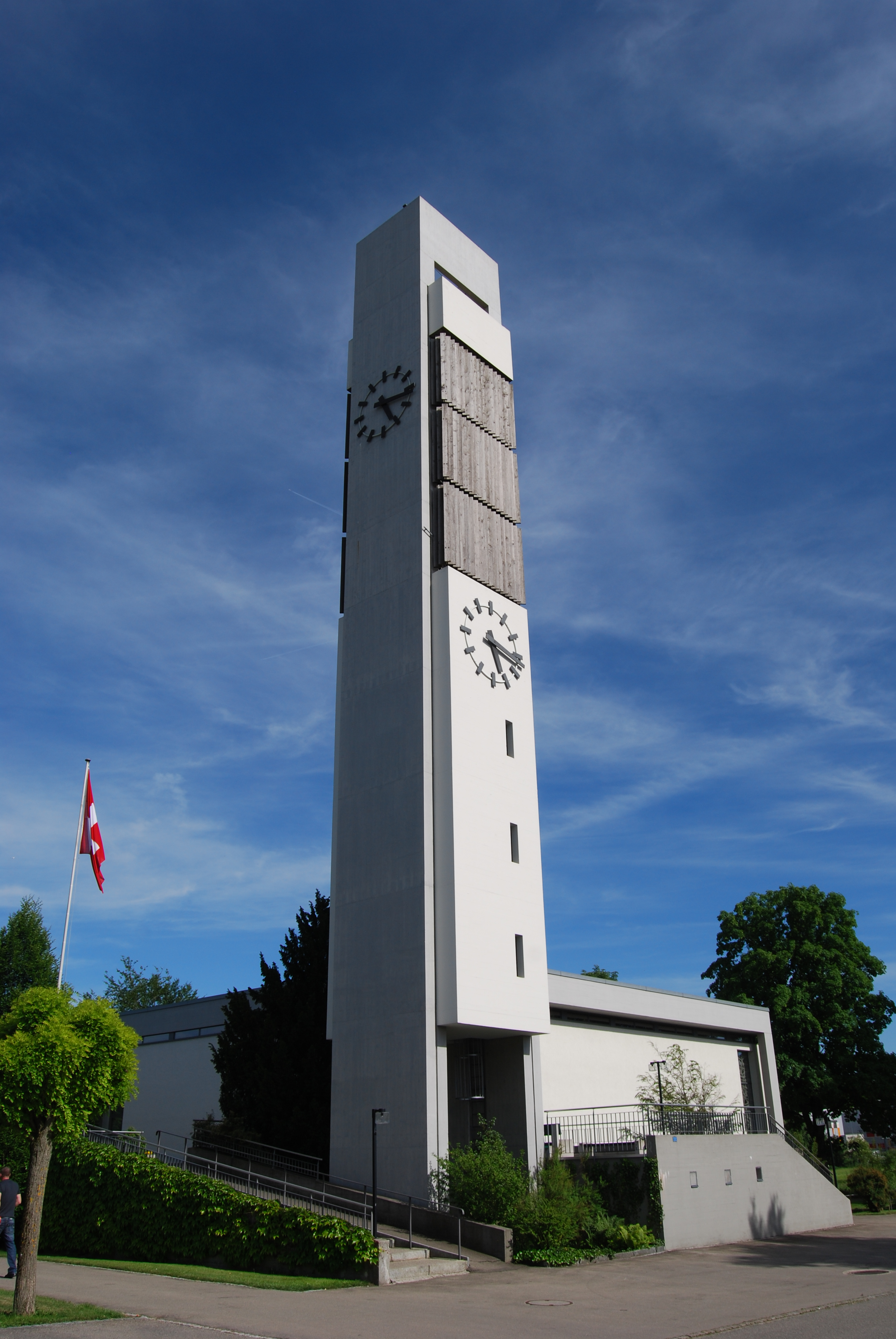
Katholische Kirche Bruder Klaus
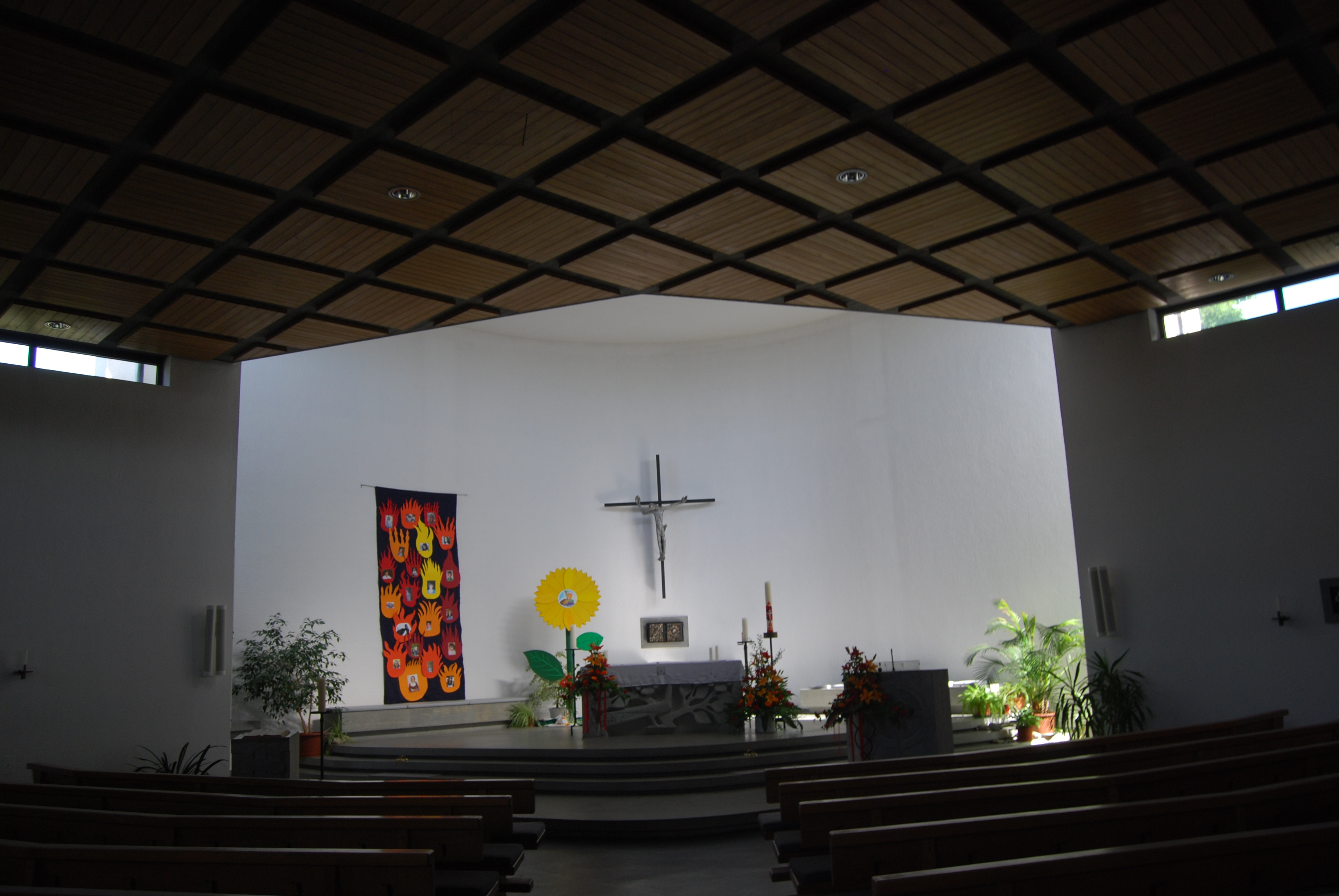
Innenansicht der katholischen Kirche
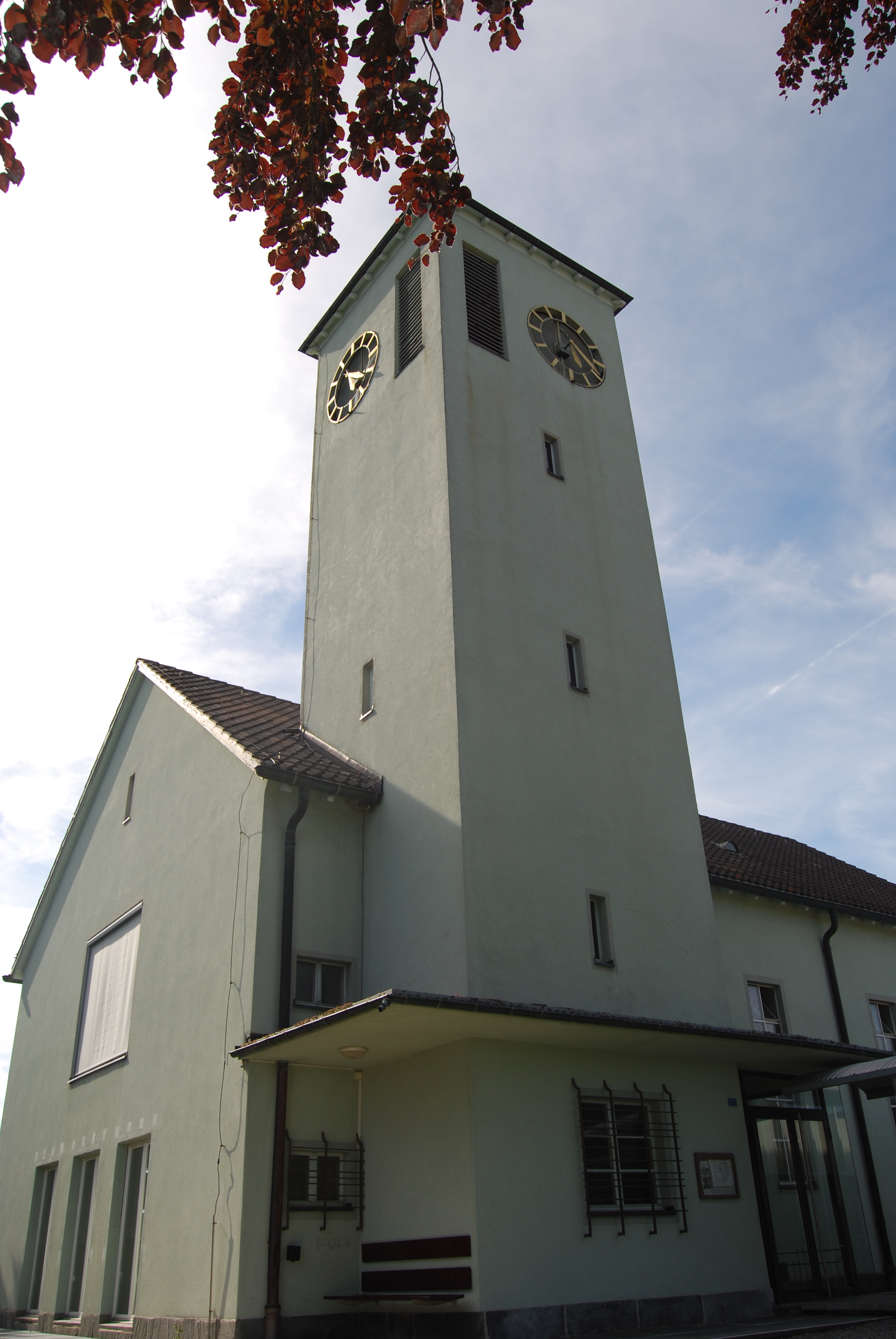
Reformierte Kirche
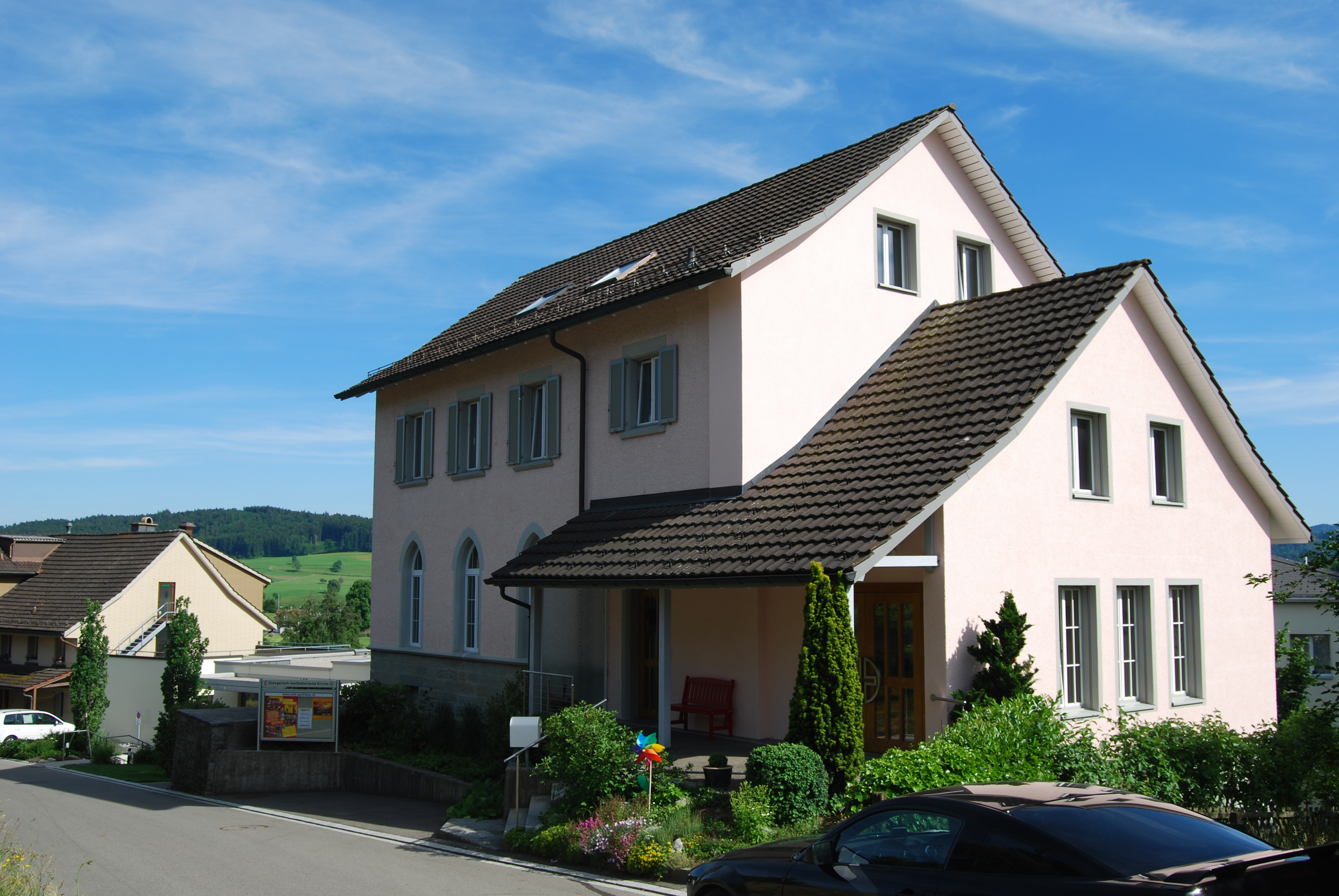
Methodistische Kirche
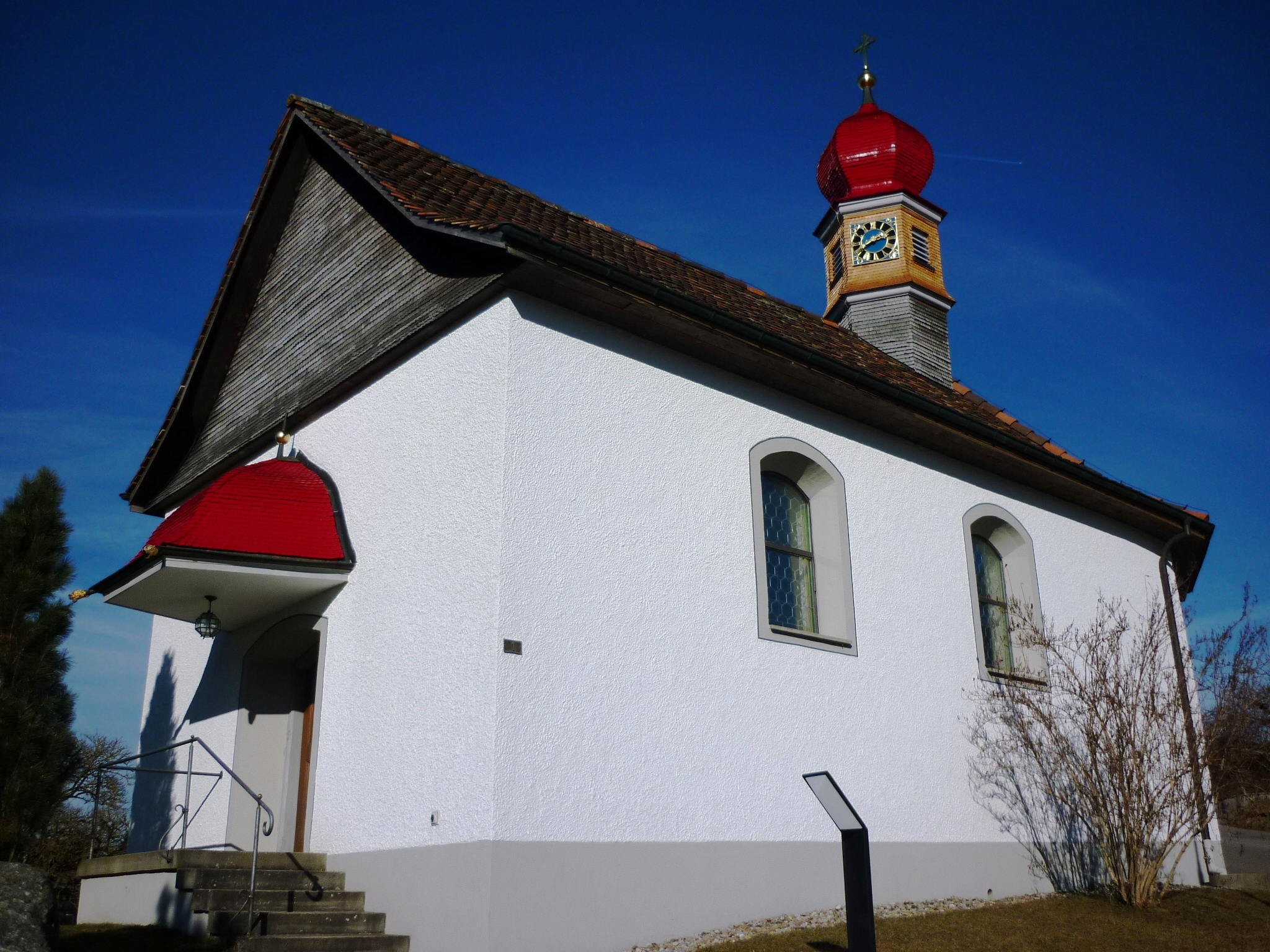
Kapelle St. Elisabetha Bona, Wallenwil, 1775 erbaut
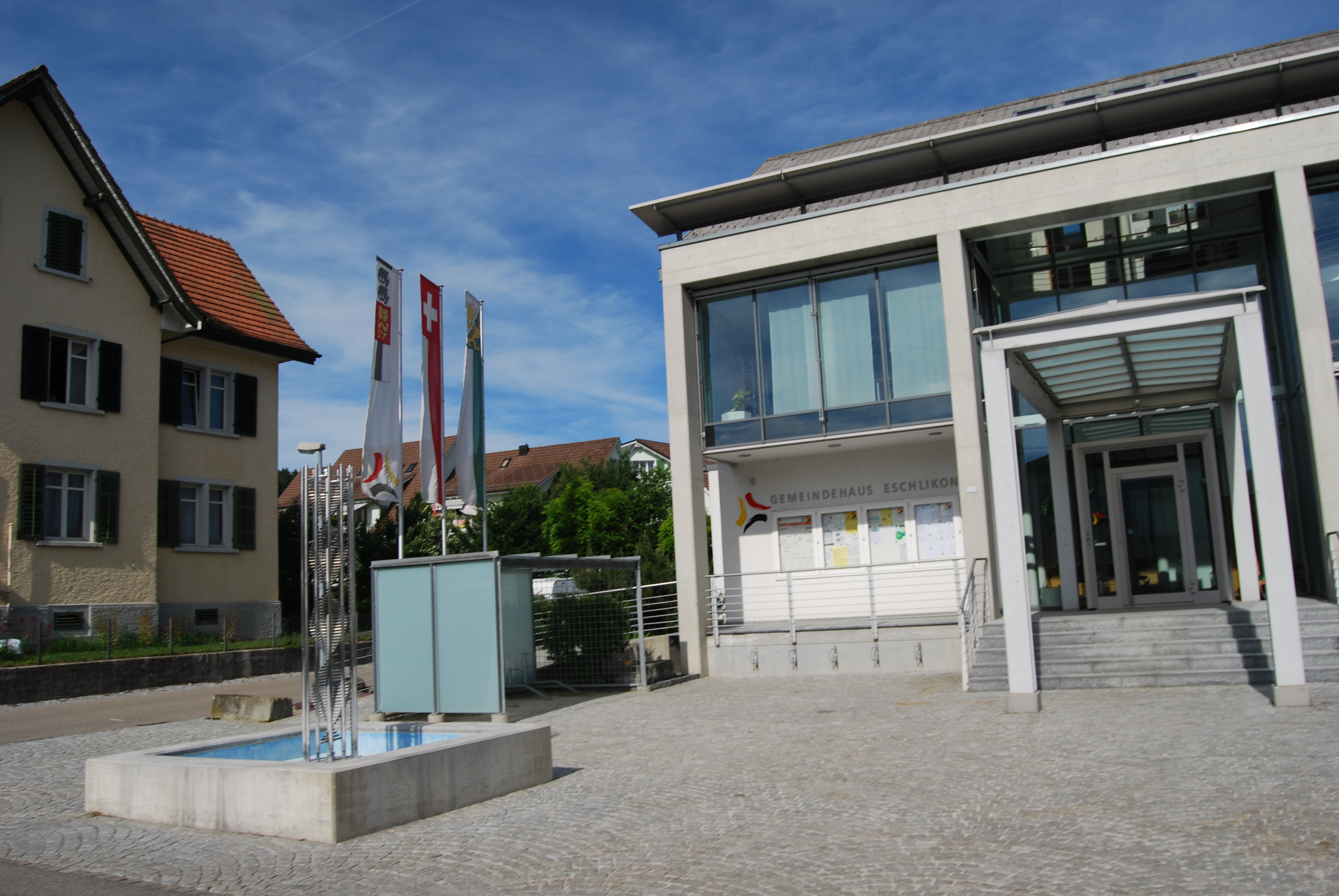
Gemeindehaus
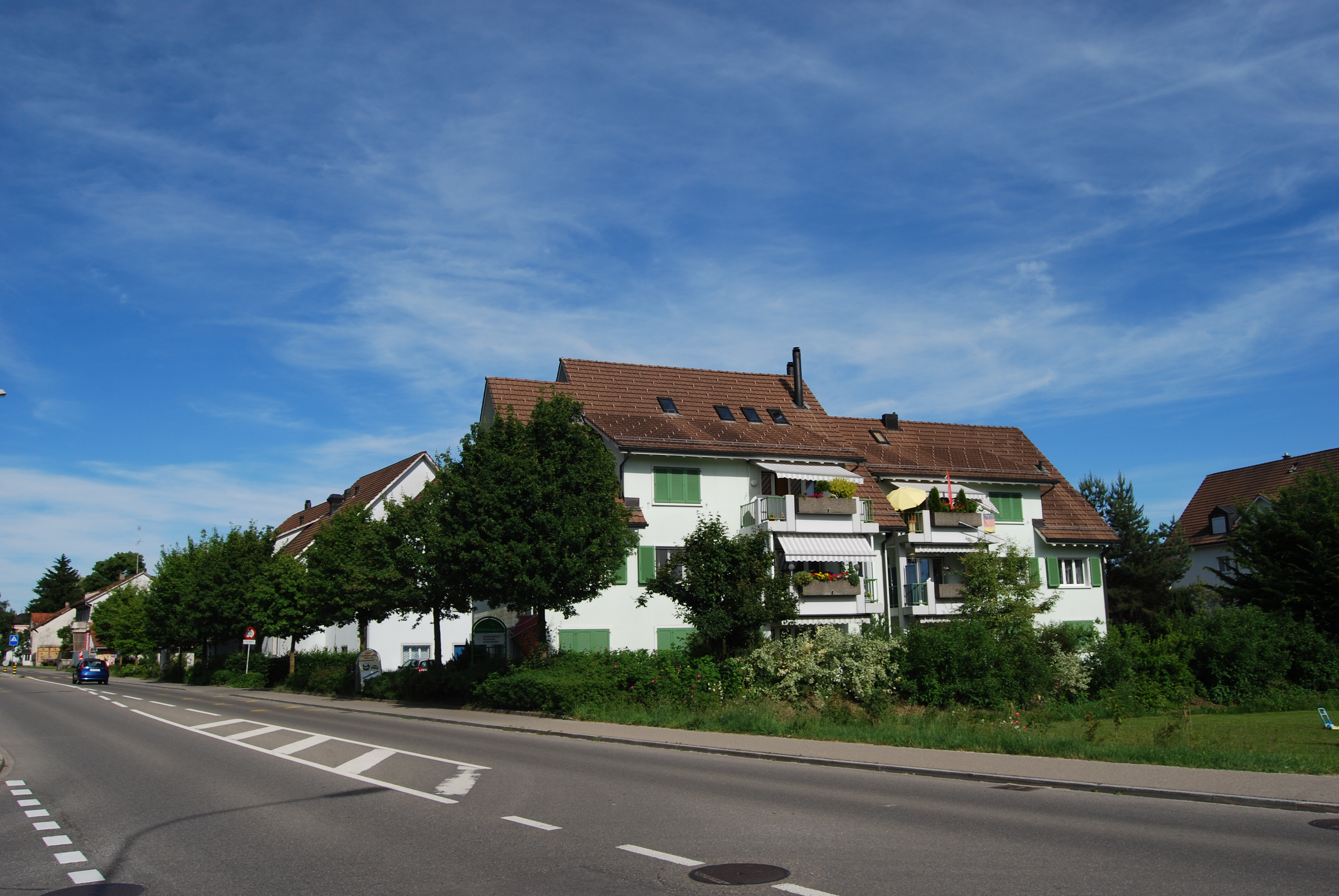
Hauptstrasse
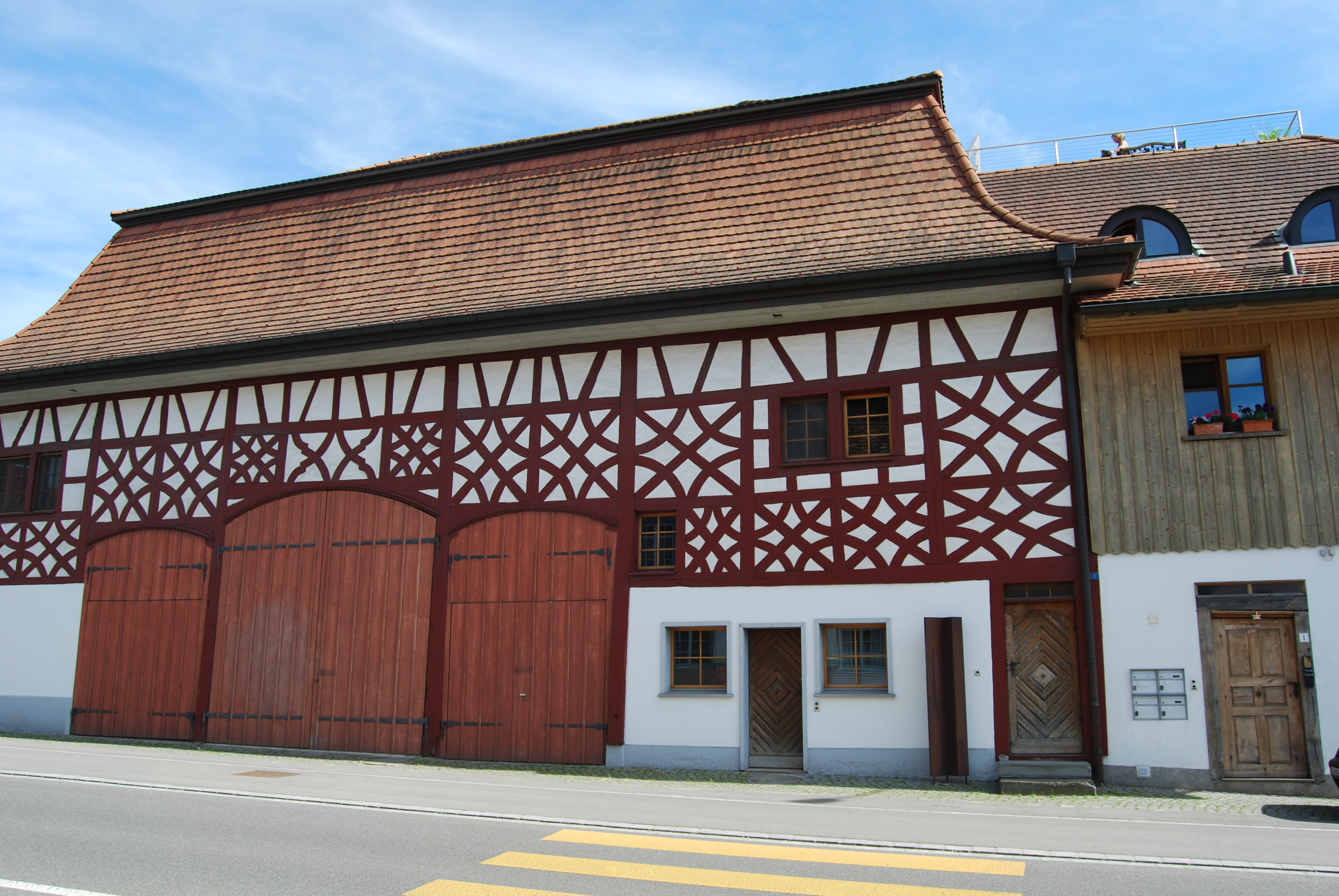
Fachwerkhaus in Eschlikon
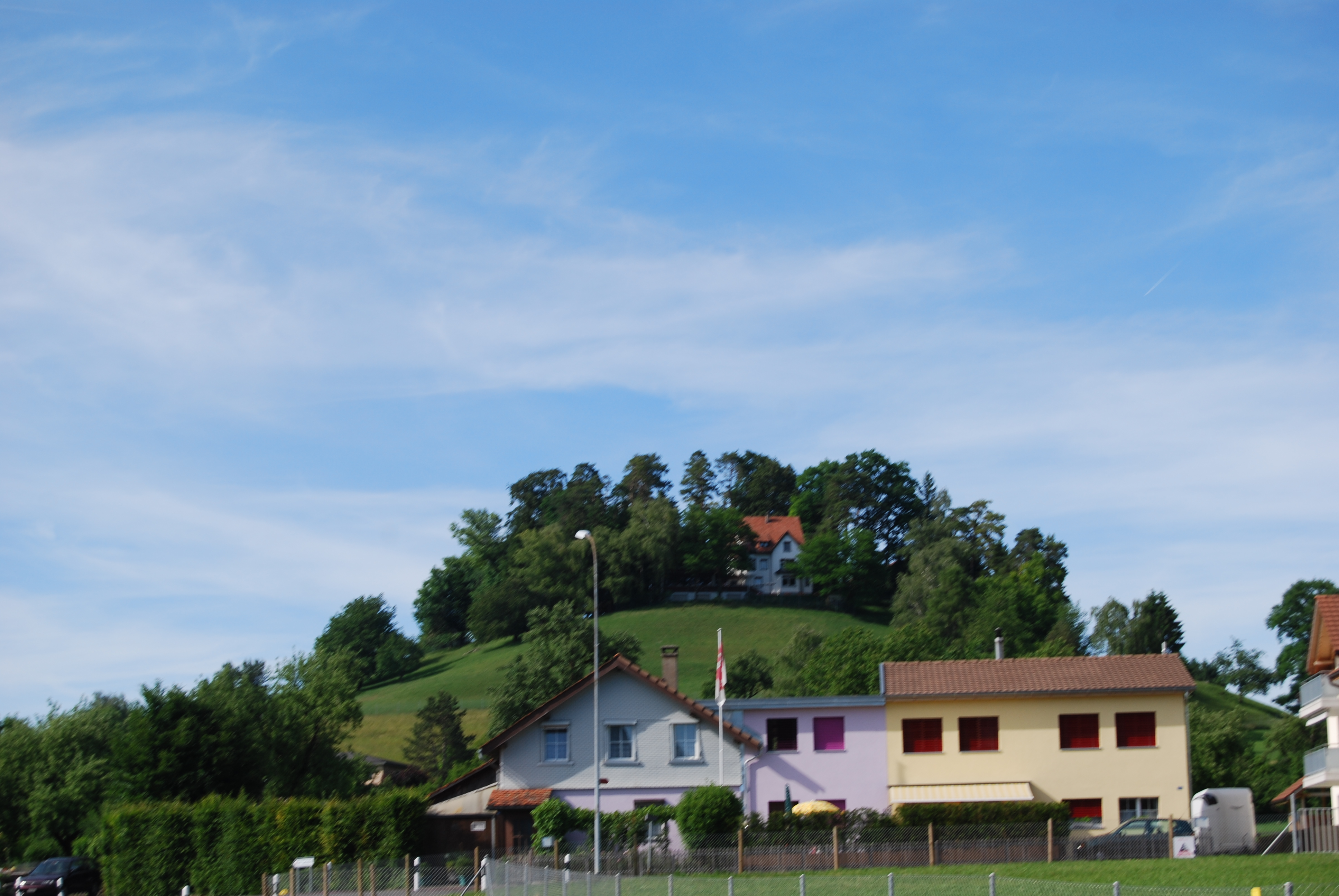
Weid
Bahnhof (1965)